# Klasična glazba
Klasična glazba je naziv za vrstu glazbe koja potječe iz razdoblja klasicizma. U razgovornom govoru to je pojam koji označava vrstu glazbe u kojoj se svira klasičnim instrumentima (gitara, klavir, klarinet, violina itd.).
Velikani klasične glazbe su Mozart, Beethoven, Haydn i ostali. Beethoven je napola zakoračio u romantizam, jer je elementima iz nekih svojih skladbi koji ne pripadaju klasičnom stilu glazbe počeo stvarati romantičnu glazbu.
(napomena: ovaj članak obrađuje govorni pojam klasične glazbe, dakle dijeli se na kategorije (barok, romantizam...), a ne samo na klasično razdoblje).

## Vrste klasične glazbe
Postoje različite vrste klasične glazbe, najpoznatije su:
- simfonija
- opera
- pjevačka djela
- komorna glazba
- gregorijanski koral
- madrigal

## Srednji vijek
Ovo razdoblje je počelo u 5., i trajalo je do 15. stoljeća. Obilježja:
- slog je jednoglasan
- stari načini građe tonske glazbe
- velika većina vokalne glazbe
- jednostavne melodije, uz ponavljanja
- jednolik ritam

Srednji vijek je razdoblje u kojem je izvođenje glazbe i bilo strogo određeno i važno u kulturi,obrazovanju,a najviše u Crkvi. To postaje nakon pada Rimskog Carstva, a središta izvođenja postaju crkve i samostani.
Poznata vrsta glazbe ovog razdoblja je gregorijanski koral, nazvan u počast papi Grguru I. Velikom. Lako ga je prepoznati po uvijek jednoglasnoj melodiji, latinskom tekstu i pjevanjem a capella (bez instrumentalne pratnje).U ranijem razdoblju nisu postojale note,pa se pjevalo po sluhu.
U ovom su razdoblju glazbenici došli do, za njih, epohalnih otkrića, notacije i višeglasja.
Notacija se duže razvijala, jer u početku nisu postojali znakovi za duljinu i visinu note, ali su kasnije razvijeni, a višeglasje je otvorilo put polifonoj glazbi.
Ovo je razdoblje također poznato po trubadurima.

## Vanjske poveznice
- - European magazine's selection of best classical music recordings from different time periods  Arhivirana inačica izvorne stranice od 27. rujna 2007. (Wayback Machine)
- - Types of classical music  Arhivirana inačica izvorne stranice od 10. studenoga 2012. (Wayback Machine)